# Bukik Limbuku
Bukik Limbuku is een bestuurslaag in het regentschap Lima Puluh Kota van de provincie West-Sumatra, Indonesië. Bukik Limbuku telt 1346 inwoners (volkstelling 2010).